# Friedrich Thörl

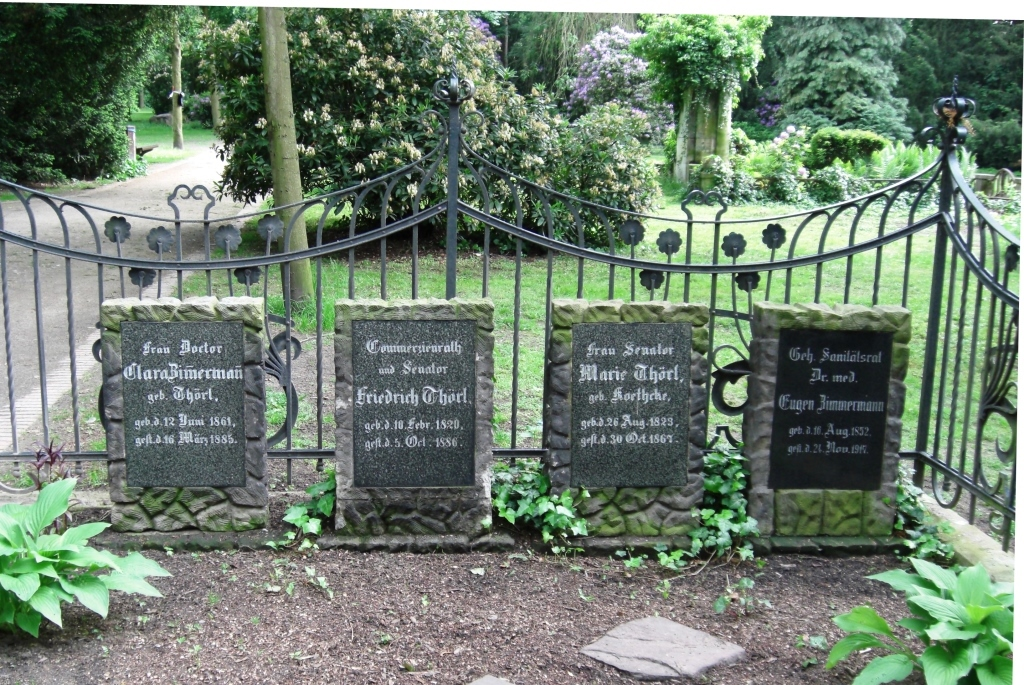
Familiengrab Thörl auf dem ehemaligen Alten Friedhof in Harburg

Friedrich Heinrich Ludwig Thörl, auch genannt Fritz Thörl, (* 10. April 1857 in Harburg an der Elbe; † 21. Mai 1936 in Hamburg) war Kommerzienrat und 1910 k. k. Konsul.

## Leben

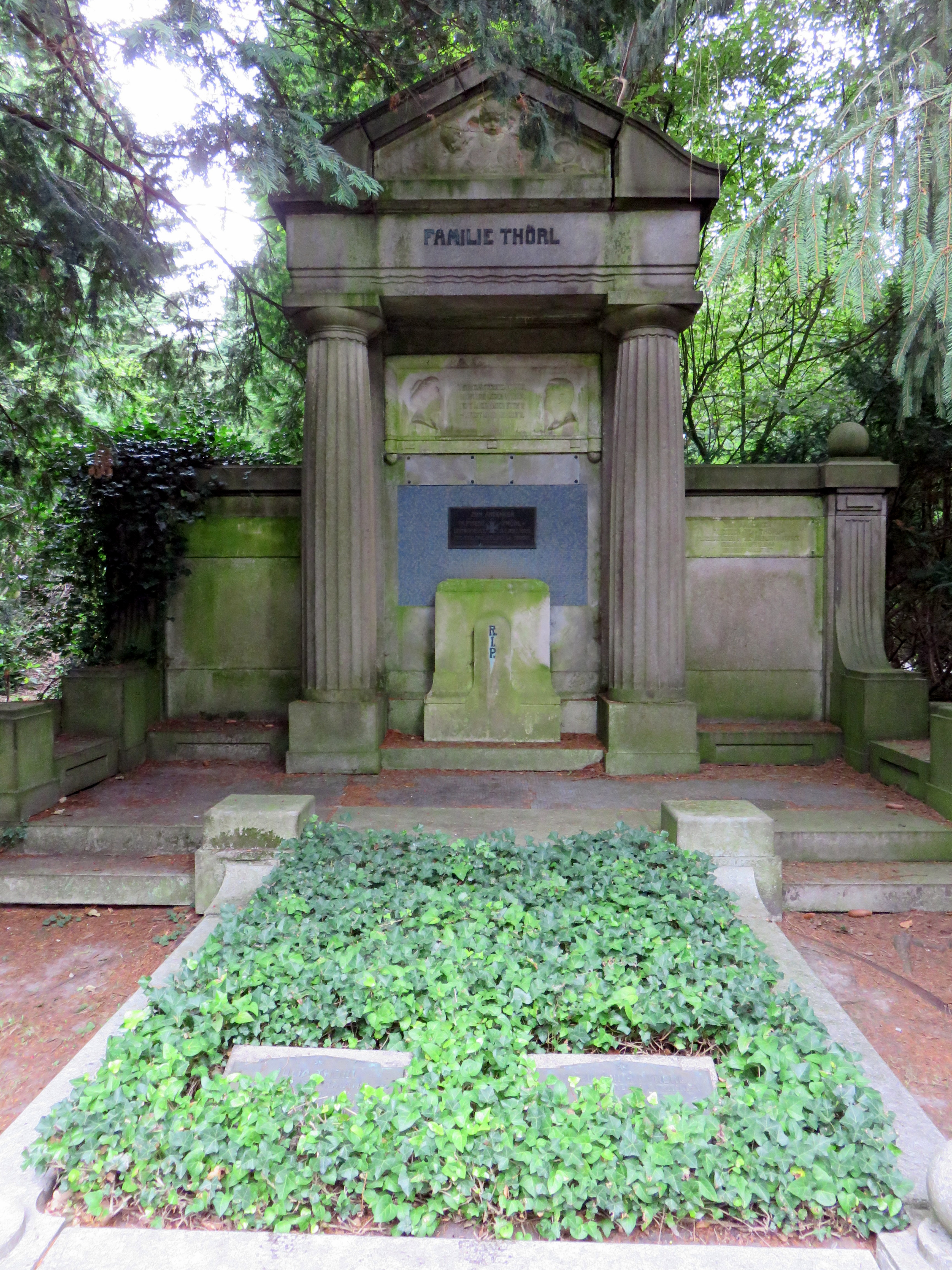
Grabanlage Thörl auf dem Friedhof Ohlsdorf

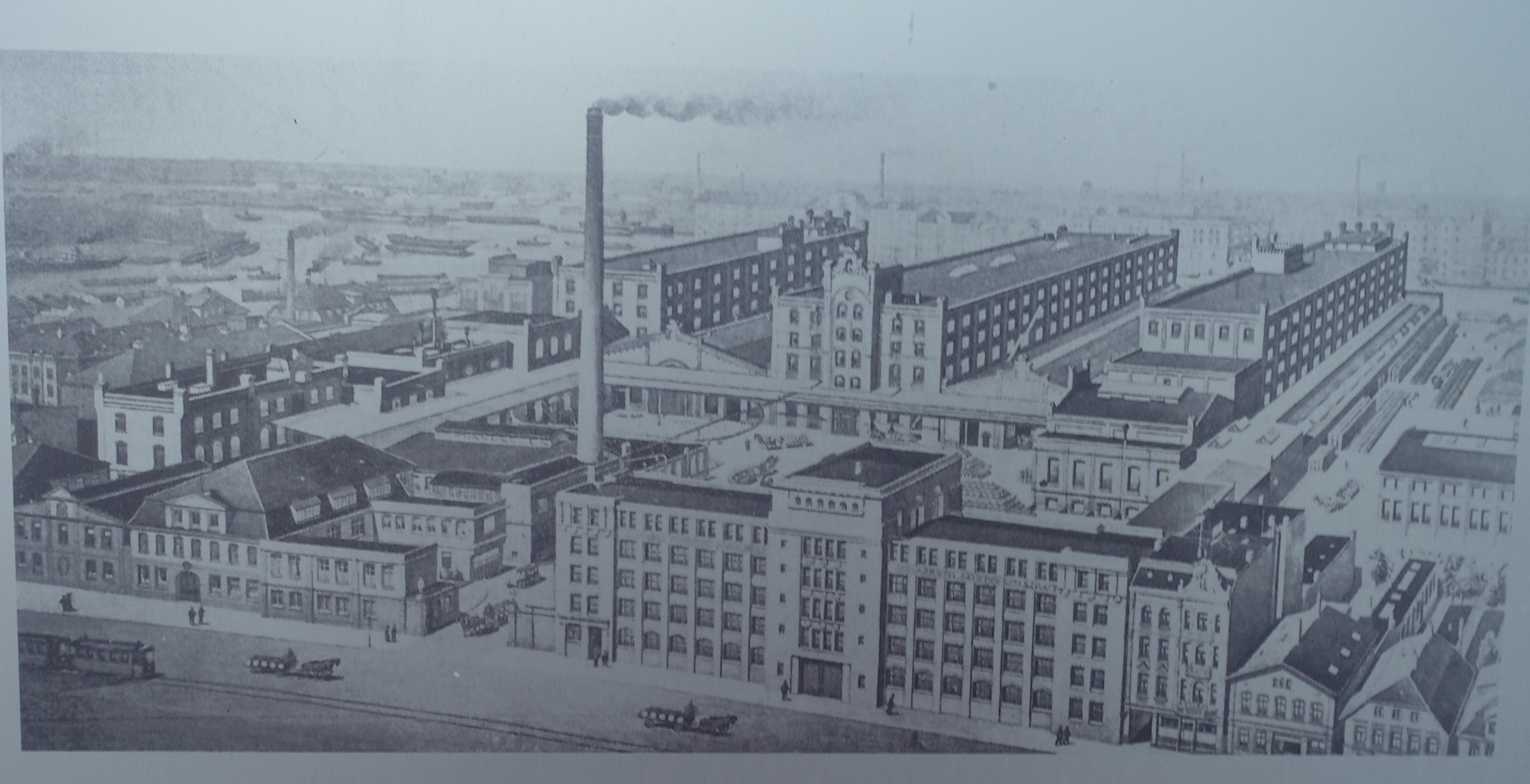
Fabrik Thörl in der Schloßstraße in Hamburg-Harburg im 19. Jahrhundert

Friedrich Thörl war ein Sohn des aus Dannenberg stammenden Senators und Kommerzienrates Johann Friedrich Thörl. 1891 errichtete Friedrich Thörl mit dem Konsul Robert Francke die Palmkernölfabrik Robert Francke, die 1894 dem Unternehmen Thörl angegliedert wurde. Er erwarb 1899 die Cocosölfabrik Gaiser & Co. Im Jahr 1900 gründete er die Stärkefabrik Friedrich Thörl, die Reisstärke herstellte, und 1902 wurde eine Weberei gegründet, die Press- und Filtertücher herstellte. Sämtliche Thörl’sche Unternehmen wurden 1906 von der Firma Friedrich Thörl Vereinigte Harburger Oelfabriken AG übernommen. Der niederländische Konkurrent Van den Bergh übernahm 1922 die Aktienmehrheit an Thörl und brachte sie 1929 in die Gründung des Unilever-Konzerns ein. 1987 wurde die Öl-Fabrik in Hamburg-Harburg geschlossen.
Auf dem Ohlsdorfer Friedhof in Hamburg befindet sich im Planquadrat AD 16 nördlich vom Nordteich die Grabanlage Thörl mit Porträtrelief und Kissensteinen für Friedrich Thörl und seine Ehefrau Julia. 
Thörls Sohn Herbert Thörl (* 1889; † 1945) wurde als Gegner des nationalsozialistischen Antisemitismus mit einem Stolperstein geehrt. Gemeinsam mit seinem jüngeren Bruder Erich Thörl war er ebenfalls als Kaufmann in der Nahrungsmittelbranche tätig gewesen.

## Ehrungen
Die Stadt Harburg ernannte Friedrich Thörl 1927 zum Ehrenbürger. Die Thörlstraße in Hamburg-Harburg ist nach dem Vater Friedrich Thörls, dem Senator und Kommerzienrat Johann Friedrich Thörl (* 10. Februar 1820; † 5. Oktober 1886), benannt worden. An Thörl selbst erinnert indes der Thörls Park in Hamm, wo er von 1884 bis 1928 eine repräsentative Villa besessen hatte.